# Jimmy Connors
James Scott („Jimmy”) Connors (East St. Louis, Illinois, 1952. szeptember 2. –) amerikai teniszező, 1974 júliusa és 1977 augusztusa között 160 hétig volt megszakítás nélkül világelső (majdnem 30 évig rekordot tartott ezzel, amit 2007-ben Roger Federer megdöntött).
Nyolc Grand Slam tornát nyert egyéniben – öt US Opent (1974, 1976, 1978, 1982–1983), két Wimbledont (1974, 1982), egy Australian Opent (1974) –, és kettőt párosban.
Hosszú teniszkarrierje során 105 ATP-tornát megnyert, ezzel abszolút csúcstartó.
1998-ban beválasztották az International Tennis Hall of Fame (Teniszhírességek Csarnoka) tagjai közé.

## Grand Slam-döntői

### Győzelmek (8)
| Év   | Torna           | Ellenfél a döntőben | Döntő eredménye         |
| 1974 | Australian Open | Phil Dent           | 7-6, 6-4, 4-6, 6-3      |
| 1974 | Wimbledon       | Ken Rosewall        | 6-1, 6-1, 6-4           |
| 1974 | US Open         | Ken Rosewall        | 6-1, 6-0, 6-1           |
| 1976 | US Open (2)     | Björn Borg          | 6-4, 3-6, 7-6, 6-4      |
| 1978 | US Open (3)     | Björn Borg          | 6-4, 6-2, 6-2           |
| 1982 | Wimbledon (2)   | John McEnroe        | 3-6, 6-3, 6-7, 7-6, 6-4 |
| 1982 | US Open (4)     | Ivan Lendl          | 6-3, 6-2, 4-6, 6-4      |
| 1983 | US Open (5)     | Ivan Lendl          | 6-3, 6-7, 7-5, 6-0      |

### Elvesztett döntői (7)
| Év   | Torna           | Ellenfél a döntőben | Döntő eredménye         |
| 1975 | Australian Open | John Newcombe       | 5-7, 6-3, 4-6, 5-7      |
| 1975 | Wimbledon       | Arthur Ashe         | 1-6, 1-6, 7-5, 4-6      |
| 1975 | U.S. Open       | Manuel Orantes      | 4-6, 3-6, 3-6           |
| 1977 | Wimbledon (2)   | Björn Borg          | 6-3, 2-6, 1-6, 7-5, 4-6 |
| 1977 | US Open (2)     | Guillermo Vilas     | 6-2, 3-6, 5-7, 0-6      |
| 1978 | Wimbledon (3)   | Björn Borg          | 2-6, 2-6, 3-6           |
| 1984 | Wimbledon (4)   | John McEnroe        | 1-6, 1-6, 2-6           |